# Коваленко, Юрий Андреевич
Юрий Андреевич Коваленко (27 июля 1931, Прилуки, Черниговская обл. — 22 мая 2004, Одесса) — советский и украинский художник.

## Биография
Юрий Андреевич Коваленко родился 27 июля 1931 г. в г. Прилуки, Черниговская области.
В 1959 г. окончил Одесское театральное художественно-техническое училище.
С 1960 г. работает гримером в Одесском театре оперы и балета, с 1961 по 1965 годы — гример в Одесском украинском музыкально-драматическом театре имени Октябрьской революции.
В 1965 - 1969 гг. учился в Ленинградском институте театра, музыки и кинематографии.
В 1971 - 1981 гг. преподавал в Одесском художественном училище имени М. Грекова Оказал огромное влияние на развитие одесской школы живописи. Художественный мир, который он создал, привлекает умением передать глубинные национальные черты. В творчестве художника фольклорные мотивы переплетены с элементами театра, рождая своеобразный и самобытный стиль.
Участвовал в художественных выставках с 1968 года. Первая персональная выставка состоялась в фойе кинотеатра «Родина» в 1977 году.
Член Национального Союза художников Украины с 1988 года.
Умер 22 мая 2004 года в Одессе.

## Творчество

### Персональные выставки
1977 — «Художник, который видит сердцем». Кинотеатр Родина. Одесса. Украина.
1979 — Две выставки в кинотеатре Родина. Одесса. Украина.
1981 — Одесская организация Союза писателей. Одесса. Украина.
1981 — Клуб завода «Холодмаш». Одесса. Украина.
1983 — Измаил. Одесская область. Украина.
1984 — Одесский художественный музей. Одесса. Украина.
1989 — «К 175-летию Т. Г. Шевченко». Украинский драматический театр. Одесса. Украина.
1990 — Мюнхен. Дюссельдорф. Германия.
1993 — Галерея «Човен». Одесса. Украина.
1993 — Галерея «Одант». Одесса. Украина.
1994 — Одесский художественный музей. Одесса. Украина.
1995 — Одесский художественный музей. Одесса. Украина.
1996 — Книжный магазин Камкина. Нью-Йорк. США.
2000 — «Коммерсант Юга» совместно с галереей «Вернисаж». Одесса. Украина.
2000 — Одесский литературный музей. Одесса. Украина.
2000 — Галерея «Ирис». Одесса. Украина.
2001 — Живопись 70-х — 80-х. Одесский литературный музей. Одесса. Украина.
2001 — «На стене висит портрет». Галерея «Мост». Одесса. Украина.
2001 — «К 70-летию Ю. А. Коваленко». Одесский художественный музей. Одесса. Украина.
2004 — Галерея «Ирис». Одесса. Украина.
2004 — «Последний альбом». Галерея «Либерти». Одесса. Украина.
2005 — Одесское художественное училище имени М. Ю. Грекова. Одесса. Украина.
2006 — «Ю. Коваленко. К 75-летию». Художественный салон. Одесса. Украина.
2006 — «Ю. Коваленко. Графика». Галерея «Либерти». Одесса. Украина.
2006 — «Одесские мотивы». Всемирный клуб одесситов". Одесса. Украина.
2011 — «Ю. Коваленко. К 80-летию. Избранное». МсиО. Одесса. Украина.
2011 — Всемирный клуб одесситов. Одесса. Украина.
2013 — «Квартира № 10». Одесса. Украина.
2014 — Всемирный клуб одесситов. Одесса. Украина.